# Bracon lefroyi
Bracon lefroyi är en stekelart som först beskrevs av Dudgeon och Lewis Henry Gough 1914.  Bracon lefroyi ingår i släktet Bracon och familjen bracksteklar. Inga underarter finns listade.